# Champ-de-Mars
Champ-de-Mars (česky Martovo pole) je veřejný park, který se nachází v Paříži v 7. obvodu mezi Eiffelovou věží na severozápadě a École Militaire na jihovýchodě. Rozloha parku činí 24,32 ha.

## Historie
Ještě v polovině 18. století zde byla venkovská oblast, kde se rozkládaly zelinářské zahrady. Stavba École militaire v roce 1765 ovšem změnila využití prostoru. Prostranství před školou se začalo využívat jako cvičiště pro vojáky. Terén byl zarovnán a obehnán příkopem s mříží. Místo tak dostalo i své pojmenování podle stejnojmenného předměstí starověkého Říma, které bylo zasvěceno římskému bohu války Martovi a bývalo místem římských triumfálních pochodů i významných staveb oslavujících vítězná tažení a Římskou říši (například Ara Pacis).
Za Francouzské revoluce na cvičišti proběhl 14. července 1790 svátek Federace. Na slavnosti, které přihlíželo na 300 000 lidí a vedl ji Charles Maurice de Talleyrand-Périgord, Ludvík XVI. složil přísahu ústavě, kterou přečetl markýz La Fayette. Uprostřed pole byl instalován oltář Vlasti.
17. července 1791 došlo na Martově poli k masakru. Při podepisování petice proti navrácení práv králi se u oltáře shromáždil dav. Při rozehnání davu vydal starosta Paříže Jean Sylvain Bailly příkaz ke střelbě a bylo usmrceno asi 50 osob a několik set jich bylo zraněno. Tento incident zhoršil vztahy mezi revolucionáři a monarchisty.
Jean Sylvain Bailly byl odsouzen k trestu smrti a 12. listopadu 1793 gilotinován. Původně měl být popraven přímo u oltáře Vlasti, protože by místo bylo znesvěceno, odehrála se poprava stranou, na okraji Champs de Mars.
8. června 1794 na Champ de Mars Jacques-Louis David organizoval svátek Nejvyšší Bytosti. Tomuto svátku, který začal v Tuilerieských zahradách, předsedal Maximilien Robespierre. Jeho pád přišel o necelé dva měsíce později.
21. května 1848 se na Champ de Mars odehrál svátek Svornosti (Fête de la Concorde) a rovněž zde probíhaly světové výstavy v letech 1867, 1878, 1889 a 1900. Pro pařížskou výstavu v roce 1889 postavil v severozápadní části parku Gustave Eiffel svou věž, která se posléze stala symbolem Paříže.

## Současnost

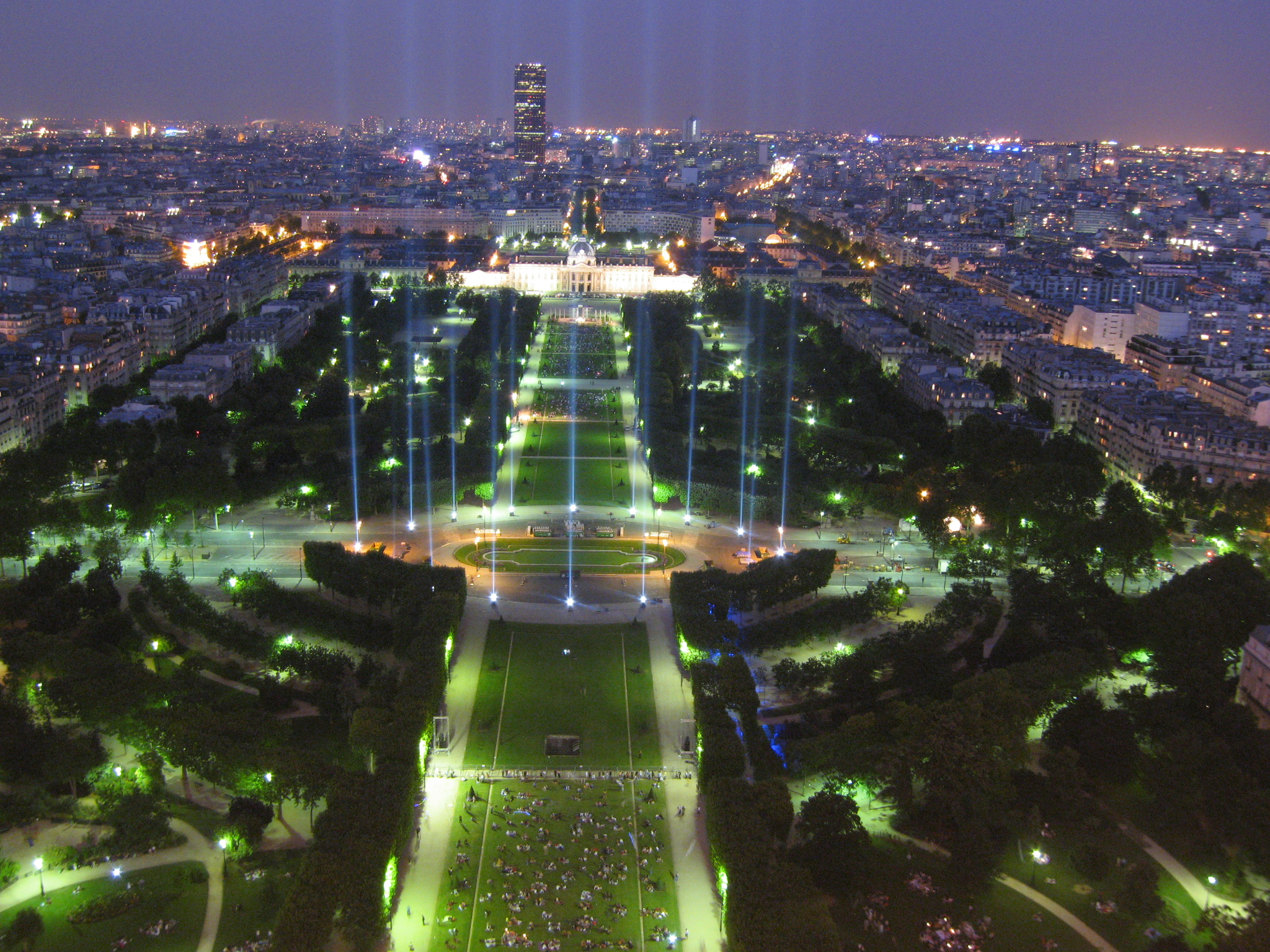
Přípravy na oslavy svátku dobytí Bastily (2006)

Na Champ de Mars se konají četné oslavy a veřejné akce jako koncerty, výstavy nebo ohňostroje. Dne 14. července 1995 Jean-Michel Jarre oslavil 50. výročí UNESCO koncertem, kterého se zúčastnilo mnoho hudebníků z různých kultur.
Dne 10. června 2000 pod Eiffelovou věží koncertoval Johnny Hallyday pro více než 600 000 lidí a 10 miliónů televizních diváků. Dne 14. července 2007 se zde konal koncert Bratrství, který zahájil prezident Nicolas Sarkozy, a který navštívilo přes 600 000 lidí. Vystoupili zde umělci jako Michel Polnareff, Nelly Furtado, Bob Sinclar, Tokio Hotel nebo Laura Pausini. Každoročně se zde koná ohňostroj při oslavách státního svátku 14. července.
V roce 2009 se tento den, kdy se zároveň oslavovalo 120. výročí Eiffelovy věže, se koncertu Johnnyho Hallydaye a následného ohňostroje zúčastnilo milión lidí. Každý rok poslední víkend v září se zde rovněž organizuje „víkend sportu v rodině“.

## Vybavení parku

Champ-de-Mars, Paris.

- Pomníky a sochy: Gustave Eiffel (1927), herec Lucien Guitry (1931), generál Gustave Ferrie (1933), jezdecká socha maršála Joffre (1939) Pomník lidských práv (1989), Zeď pro mír (2000)
- dvě dětské zahrady, jedna s kolotočem
- dvě malá hřiště na sálový fotbal nebo basketbal
- hudební pódium
- loutkové divadlo
- jízda na ponících

## Rozměry
Mezi Avenue Gustave Eiffel, která odděluje park od Eiffelovy věže na severozápadě a Avenue de la Motte-Picquet, která tvoří jihovýchodní hranici, měří Champ de Mars 780 m. Jeho šířka mezi Allée Thomy Thierry na jihozápadě a Allée Adrienne Lecouvreur na severovýchodě je 220 m.